# Mohawk Valley Comets (NEHL)
Die Mohawk Valley Comets waren eine US-amerikanische Eishockeymannschaft aus Whitestown, New York. Das Team spielte in der Saison 2003/04 in der North Eastern Hockey League. Die Heimspiele wurden in der Whitestown Ice Facility ausgetragen.

## Geschichte
Die Mannschaft wurde 2003 als Franchise der erstmals ausgetragenen North Eastern Hockey League gegründet. In ihrer einzigen Spielzeit belegten die Valley Comets mit 16 Siegen in 20 Spielen den ersten Platz der regulären Saison. Aufgrund finanzieller Probleme nahm das Team jedoch nicht an den Finalspielen teil.

## Saisonstatistik
Abkürzungen: GP = Spiele, W = Siege, L = Niederlagen, T = Unentschieden, OTL = Niederlagen nach Overtime SOL = Niederlagen nach Shootout, Pts = Punkte, GF = Erzielte Tore, GA = Gegentore, PIM = Strafminuten
| Saison  | GP | W  | L | T | OTL | SOL | Pts | GF  | GA  | Platz    | Playoffs       |
| 2003/04 | 20 | 16 | 4 | — | 0   | 0   | 32  | 191 | 111 | 1., NEHL | Nichtteilnahme |